# Comté de Charleston
Le comté de Charleston est l’un des 46 comtés de l’État de Caroline du Sud, aux États-Unis. Son siège est Charleston. Selon le recensement de 2020, la population du comté est de 408 235 habitants, ce qui en fait le troisième comté le plus peuplé de Caroline du Sud (derrière les comtés de Greenville et de Richland).

## Géographie
Le comté a une superficie de 3 517 km2, dont 2 379 km2 est de terre. 

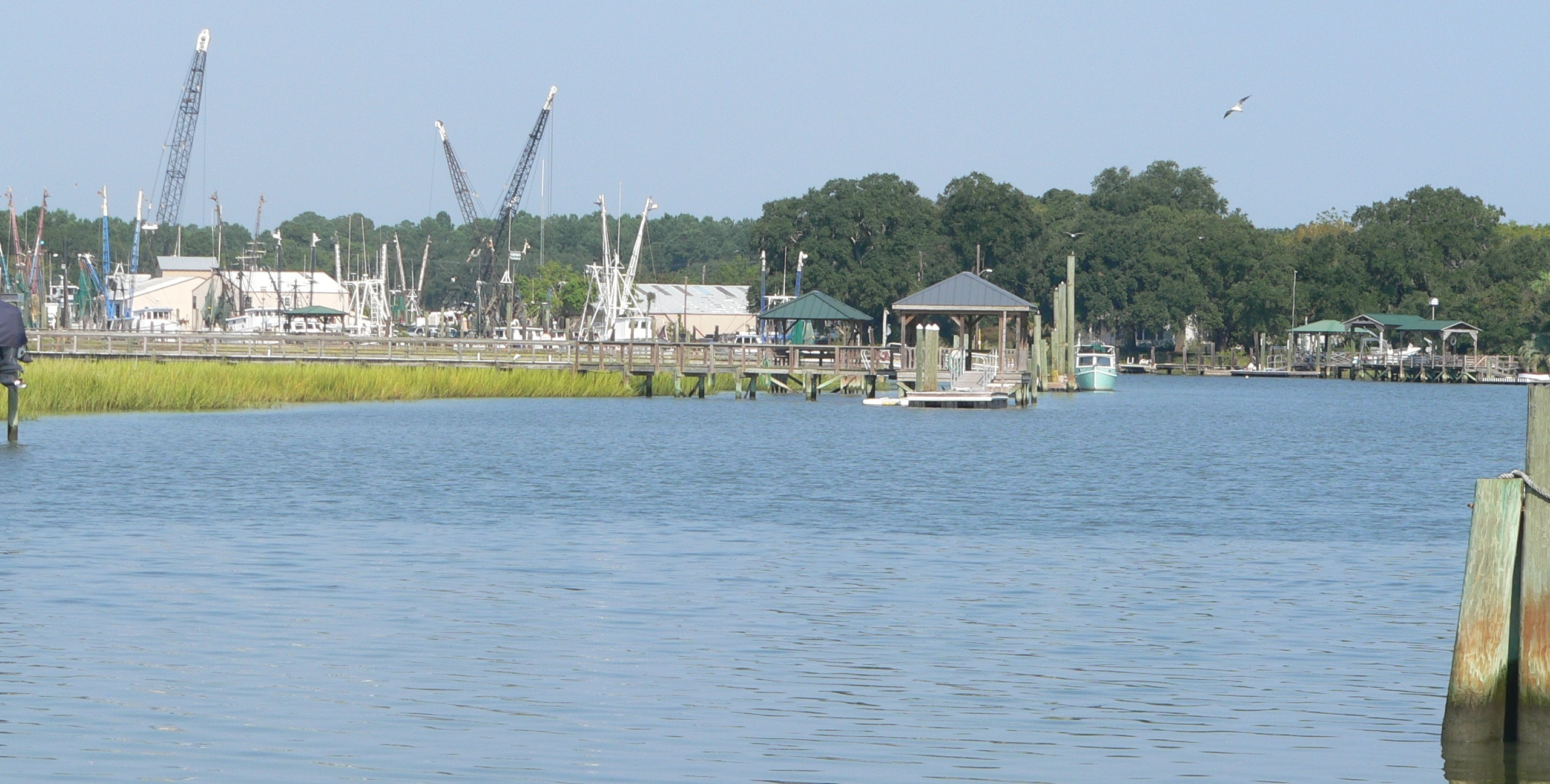
Le Jeremy Creek à McClellanville.
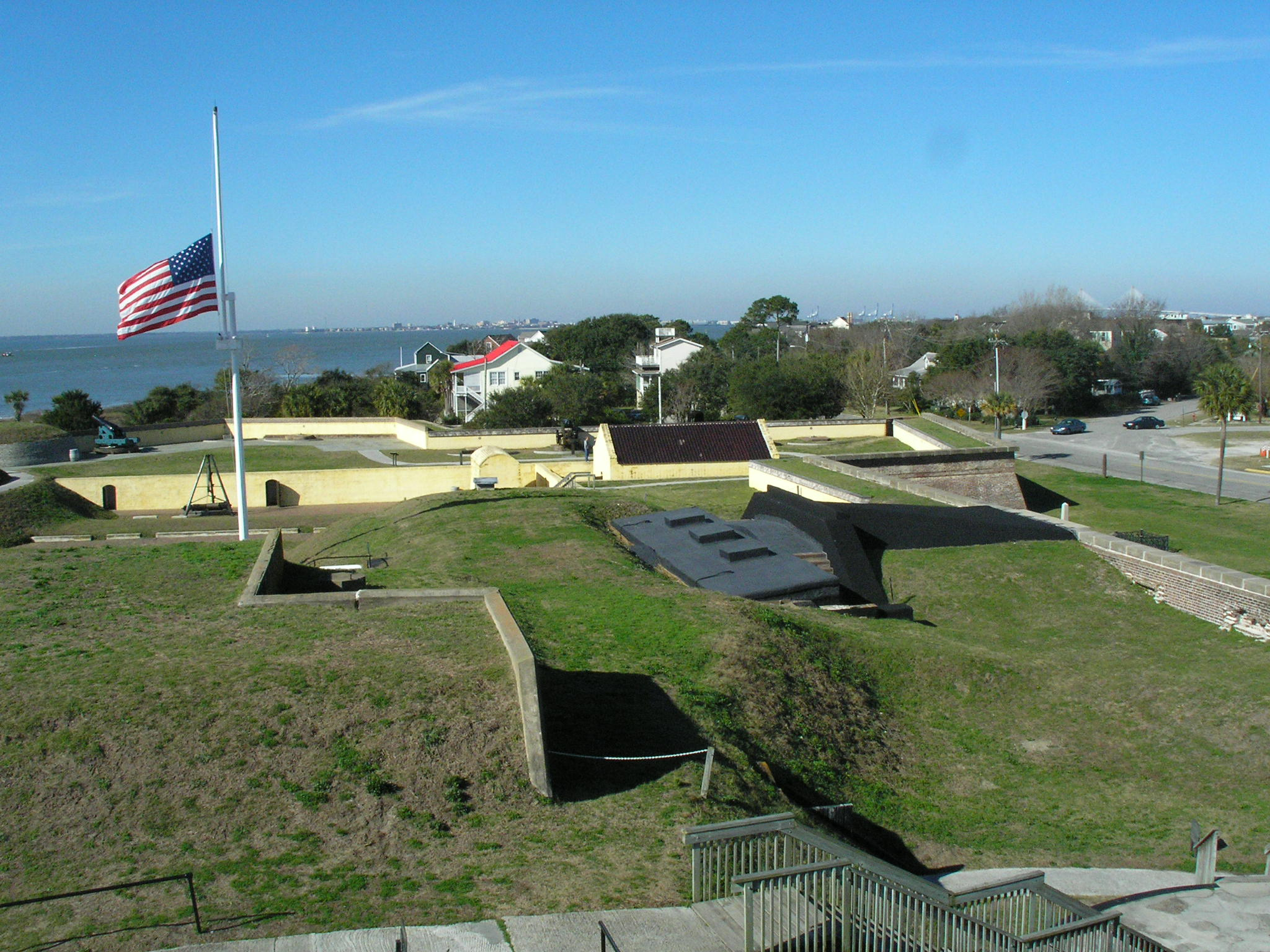
Fort Moultrie, sur l'île de Sullivan.
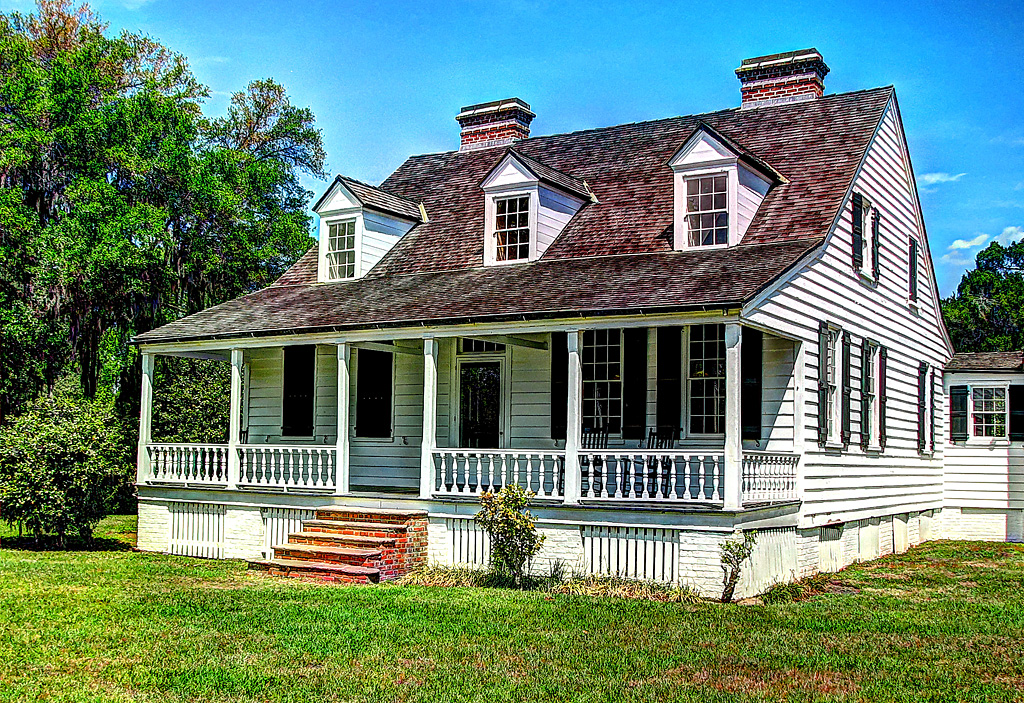
Snee Farm House.

## Démographie
| 1790   | 1800   | 1810   | 1820   | 1830   | 1840   |
| ------ | ------ | ------ | ------ | ------ | ------ |
| 66 985 | 57 480 | 63 179 | 80 212 | 86 338 | 82 661 |

| 1850   | 1860   | 1870   | 1880    | 1890   | 1900   |
| ------ | ------ | ------ | ------- | ------ | ------ |
| 72 805 | 70 100 | 88 863 | 102 800 | 59 903 | 88 006 |

| 1910   | 1920    | 1930    | 1940    | 1950    | 1960    |
| ------ | ------- | ------- | ------- | ------- | ------- |
| 88 594 | 108 450 | 101 050 | 121 105 | 164 856 | 216 382 |

| 1970    | 1980    | 1990    | 2000    | 2010    | 2020    |
| ------- | ------- | ------- | ------- | ------- | ------- |
| 247 650 | 276 974 | 295 039 | 309 969 | 350 209 | 408 235 |